# مصاصة

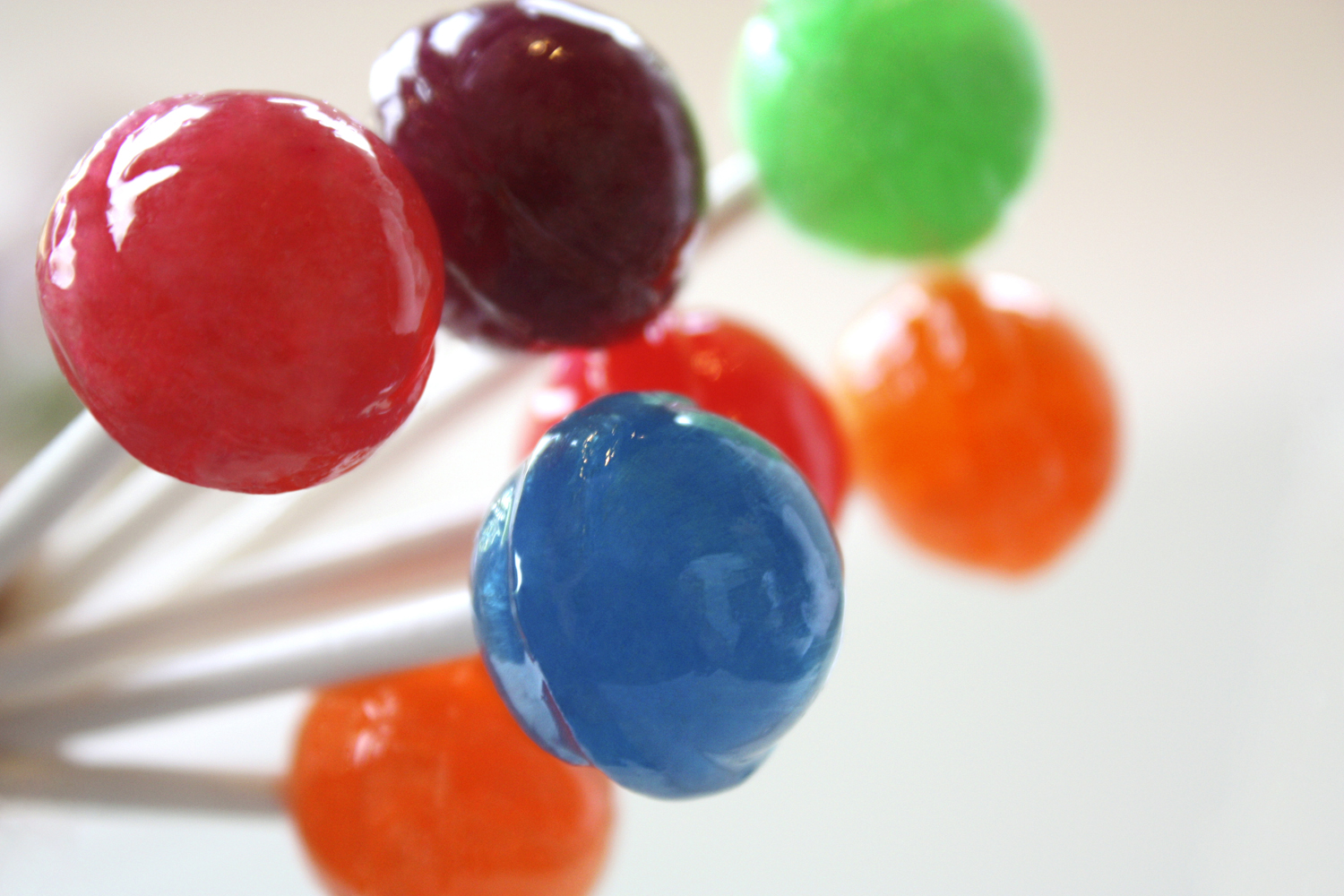
مصاصات ملونة.

المصاصة أو الحلوى العودية من حلويات الأطفال الغربية، تُصنع غالبا من السكروز وشراب الذرة والملونات الغذائية، وتُؤكل بمصها أو لعقها.